# 艾冬梅
艾冬梅（1981年—），黑龙江省依安县依安镇人，前中華人民共和國女子長跑運動員。

## 生平
艾冬梅曾就讀於依安县第三小学，並且在小学女子3000米比赛中打破依安县紀錄。1995年11月，艾冬梅进入火车头体工队，跟随王德显训练田径。艾冬梅曾先后夺得包括北京马拉松、大连国际马拉松和日本千叶公路接力赛冠军在内的19枚奖牌。2003年退役。2007年3月20日，艾冬梅一家三口来到北京。她开始在通州区一农贸市场，摆起地摊。2007年4月，艾冬梅在网上开设博客，表示愿将自己所有的奖牌出售。南京大陆鸽高科技有限公司得知後願意資助艾冬梅10萬元人民幣，艾冬梅決定不再出售獎牌。2007年5月27日，艾冬梅在北京開設了一家服裝专卖店。莫慧兰參加了開業儀式。2010年，艾冬梅服装店經營不善，將要倒閉。
艾冬梅在火车头体工队時單位給她發放工資，但王德显以艾冬梅年龄较小为由，代为保管单位给艾冬梅发工资的中国工商银行存折。艾冬梅表示自己1999年前从未领取过工资。後來她得知自己每月工资近1000元，退役后工资也有七八百元，均是通过王德显替她保管的工行存折发放。艾冬梅认为王德显在带教期间侵吞了自己16万元的收入。2006年9月18日，艾冬梅等三人向北京市海淀区人民法院提起诉讼，状告前教练王德显以及中国火车头体育协会侵占三人训练期间的收入。2007年6月18日上午9时，艾冬梅等三人状告教练王德显及火车头体协侵犯财产一案在北京市海淀区人民法院结案，双方达成和解，艾冬梅等三人的诉讼请求全部被接受。